# Екседра

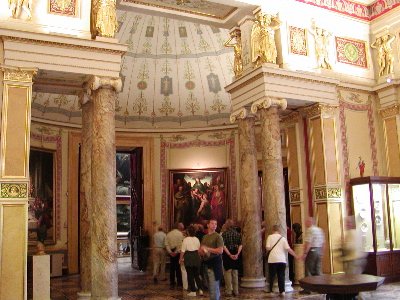
Екседра в Ермітажі

Екседра (грец. ἐξέδρα, чи грец. εξέδριον — екседріон) — архітектурна форма у вигляді півциліндра, перекритого четвертиною сфери — (конхою). Може бути відкритою, або прикрашеною колонами. 
Екседри з'явились в архітектурі Стародавньої Греції епохи еллінізму, були найбільш поширені в імперському Римі та ранній середньовічній архітектурі Сирії. Екседри — обов'язкова частина античних терм, палаців, багато оздоблених будинків.
Невеликі екседри влаштовувались як глибока напівкругла ніша, відкрита у приміщення, двір чи зал, іноді як виступаюча назовні частина будівлі (апсида), іноді як окремий павільйон, який служив місцем відпочинку або бесід.
Розрізняються суцільні екседри (стінові конструкції) і ажурні (колонада, увінчана конхою).